# Ardisia kajumarina
Ardisia kajumarina är en viveväxtart som beskrevs av C.M.Hu. Ardisia kajumarina ingår i släktet Ardisia och familjen viveväxter. Inga underarter finns listade i Catalogue of Life.